# Мартин Бубер
Мартин Бубер (хебр. מרטין בובר; Беч, 8. фебруар 1878 — Јерусалим, 13. јун 1965) је био јеврејски религиозни филозоф и теолог.
Рођен је у Бечу где је докторирао 1900. године, и одиграо значајну улогу у Ционистичком покрету коме се придружио 1898. године. Посветио се изучавању религије. У хасидизму је видео начин активног мистицизма и посвећивања у свакодневном животу. Био је уредник периодичног јеврејског часописа за немачко говорно подручје. Године 1923. постао је професор на Универзитету у Франкфурту где је предавао јеврејску теологију и етику. Доласком Хитлера на власт одлази у Јерусалим где наставља професорски рад. Његови најзначајнији радови су: Die Legende des Baalschem (1908); Vom Geist des Judentums (1916); Die Schrift (1925); Konigtum Gottes (1932). Највећи утицај оставило је његово кратко дело “Ich und Du”, и то не само на широку читалачку публику, већ и на немачке протестантске теологе и новије енглеске мислиоце.
Десет пута је био номинован за Нобелову награду за књижевност, а седам пута за Нобелову награду за мир.

## Биографија
Мартин (хебрејско име: מָרְדֳּכַי, Mordechai) Бубер је рођен у Бечу у православној јеврејској породици. Бубер је био директни потомак рабина из 16. века Мејра Каценеленбогена, познатог као Махарам (מהר"ם), хебрејски акроним за „Наш учитељ, рабин, рабин Мејр“, из Падове. Карл Маркс је још један значајан рођак. После развода родитеља када је имао три године, одгајао га је деда у Лавову. Његов деда, Соломон Бубер, био је проучавалац мидраша и рабинске књижевности. Код куће је Бубер говорио јидиш и немачки језик. Године 1892, Бубер се вратио у очеву кућу у Лембергу, данашњем Лавову, у Украјини.
Упркос Буберовој наводној повезаности са Давидовом лозом као потомком Каценеленбогена, лична религиозна криза га је навела да раскине са јеврејским верским обичајима. Почео је да чита Имануела Канта, Сорена Кјеркегора и Фридриха Ничеа. Последња два су га посебно инспирисала да настави студије филозофије. Године 1896, Бубер одлази на студије у Беч (филозофија, историја уметности, германистика, филологија).
Године 1898, придружио се ционистичком покрету, учествујући на конгресима и организационом раду. Године 1899, док је студирао у Цириху, Бубер је упознао своју будућу супругу Паулу Винклер, „бриљантну католичку списатељицу из баварске сељачке породице“ која је 1901. напустила католичку цркву и 1907. прешла у јудаизам.
Бубер је у почетку подржавао и славио Велики рат као „светску историјску мисију“ Немачке заједно са јеврејским интелектуалцима да цивилизују Блиски исток.. Неки истраживачи верују да је, док је био у Бечу током и после Првог светског рата, био под утицајем списа Јакоба Л. Морена, посебно употребе термина „сусрет“.
Бубер је био вегетаријанац.

## Главне теме
Буберов евокативан, понекад поетски стил писања обележио је главне теме у његовом делу: препричавање хасидских и кинеских прича, библијски коментари и метафизички дијалог. Културни циониста, Бубер је био активан у јеврејским и образовним заједницама Немачке и Израела. Такође је био упорни присталица двонационалног решења у Палестини, а након успостављања јеврејске државе Израел, регионалне федерације Израела и арапских држава. Његов утицај се протеже широм хуманистичких наука, посебно у областима социјалне психологије, социјалне филозофије и религиозног егзистенцијализма.
Буберов став према ционизму био је везан за његову жељу да промовише визију „хебрејског хуманизма“. Према Лоренсу Ј. Силберштајну, терминологија „хебрејског хуманизма“ је скована да „разликује [Буберов] облик национализма од оног званичног ционистичког покрета“ и да укаже на то како је „израелски проблем био само посебан облик универзалног људског проблема. Према томе, задатак Израела као посебне нације био је неумитно повезан са задатком човечанства уопште“.

## Ционистички погледи
Приступајући ционизму са своје личне тачке гледишта, Бубер се није сложио са Теодором Херцлом о политичком и културном правцу ционизма. Херцл није замишљао ционизам као покрет са верским циљевима. Насупрот томе, Бубер је веровао да је потенцијал ционизма за друштвено и духовно богаћење. На пример, Бубер је тврдио да ће након формирања израелске државе бити потребне реформе јудаизма: „Потребан нам је неко ко би учинио за јудаизам оно што је папа Јован XXIII учинио за католичку цркву“. Херцл и Бубер би наставили, уз међусобно поштовање и неслагање, да раде на својим циљевима до краја живота.
Године 1902. Бубер је постао уредник недељника Die Welt, централног органа ционистичког покрета. Међутим, годину дана касније укључио се у јеврејски хасидски покрет. Бубер се дивио како су хасидске заједнице актуелизовале своју религију у свакодневном животу и култури. За разлику од ужурбаних ционистичких организација, које су увек размишљале о политичким проблемима, хасидими су били фокусирани на вредности за које се Бубер дуго залагао да их ционизам усвоји. Године 1904. повукао се из већег дела свог ционистичког организационог рада и посветио се проучавању и писању. Те године је објавио своју тезу Beiträge zur Geschichte des Individuationsproblems о Јакобу Бемеу и Николасу Кузану.
Почетком 1920-их, Мартин Бубер је почео да се залаже за двонационалну јеврејско-арапску државу, наводећи да јеврејски народ треба да прогласи „своју жељу да живи у миру и братству са арапским народом, и да развије заједничку домовину у републику у којој оба народа имаће могућност слободног развоја“.
Бубер је одбацио идеју ционизма као само још једног националног покрета, и уместо тога је желео да види стварање друштва за узор; друштва које, како је рекао, неће бити окарактерисано јеврејском доминацијом над Арапима. Било је неопходно да ционистички покрет постигне консензус са Арапима чак и по цену да Јевреји остану мањина у земљи. Године 1925. учествовао је у стварању организације Брит Шалом (Завет мира), која се залагала за стварање двонационалне државе, и до краја живота се надао и веровао да ће Јевреји и Арапи једног дана живети у мир у заједничком народу. Године 1942, саоснивао је странку Ихуд, која се залагала за бинационалистички програм. Ипак, био је повезан вишедеценијским пријатељством са ционистима и филозофима као што су Хајм Вајцман, Макс Брод, Хуго Бергман и Феликс Велтш, који су му били блиски пријатељи од његовог европског периода у Прагу, Берлину и Бечу до Јерусалима 1940-их до 1960-их.
Након успостављања Израела 1948. године, Бубер се залагао за учешће Израела у федерацији „блискоисточних“ држава шире од Палестине.